# Cerys Matthews

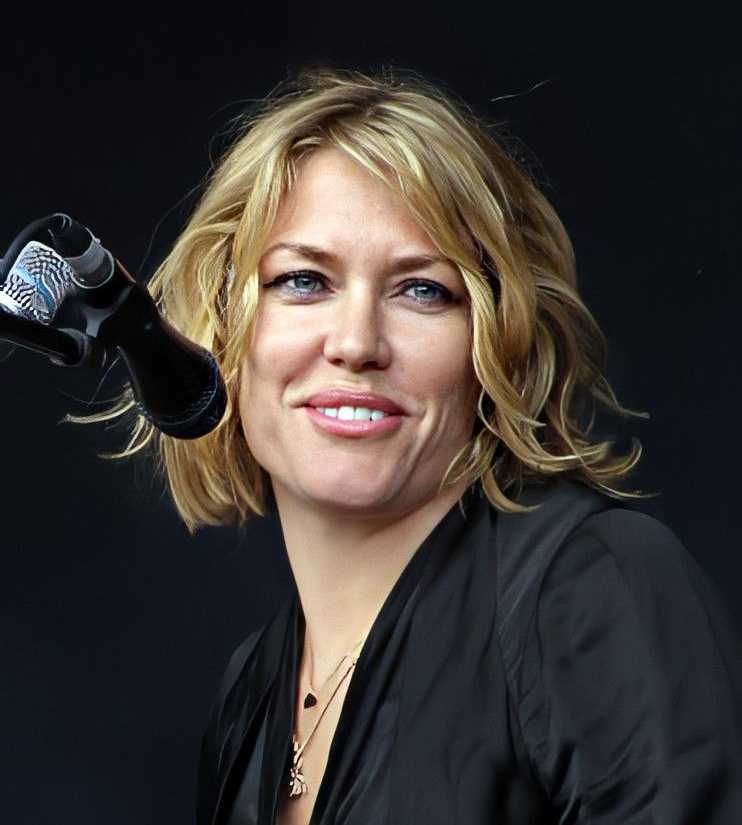
Cerys Matthews

Cerys Elizabeth Philip Matthews, MBE (nacida el 11 de abril de 1969 en Cardiff, Gales, Reino Unido) es una solista y cantautora galesa. 
Fue (junto con Mark Roberts) uno de los miembros fundadores del grupo Catatonia a principios de los noventa. El grupo cosechó algunos éxitos importantes, como las canciones Mulder y Scully o Londinium. Sin embargo, el éxito y la presión afectaron física y emocionalmente a la cantante, que en 1999 sufrió un colapso nervioso. En el 2000 tuvo que ser tratada de asma por la bebida y el tabaco. Poco tiempo después el grupo se disolvió. Ya separada de los antiguos compañeros se estableció en Nashville, desde donde lanzó su primer disco en solitario, Cockahoop, en el 2003.
Sobre la experiencia, Cerys dijo que "fue un alejamiento de cualquier cosa que hubiese hecho con Catatonia, porque podíamos tratar cada canción de forma individual, e implicar a la gente. No había presión, y todo era muy natural. Estaba harta del modo moderno de grabar desde hacía tiempo, [...] Quería volver a hacer música en su forma más pura".
El disco fue producido por Bucky Baxter, guitarrista de Bob Dylan y Ryan Adams. La idea original de Cerys era hacer un disco de canciones Folk tradicionales, y de hecho buena parte de esa intención está presente en el resultado final. Afirma que el proceso de escritura de las canciones fue bastante sencillo, gracias al bucólico entorno del estudio y el entusiasmo del productor. Para la grabación contaron con reputados músicos de Nashville, algunos de los cuales colaboraron con Dolly Parton, Johny Cash o Tammy Wynette.
En agosto del 2006 salió a la venta su segundo disco, Never Said Goodbye. El primer sencillo editado fue Open Roads. Fue presentado en la Virgin Megastore de Cardiff. Su tercer álbum, Don't Look Down, fue puesto a la venta el 5 de octubre de 2009.

## Discografía

### Álbumes
- 2003: Cockahoop (Blanco y Negro).

1. "Chardonnay".
2. "Caught in the Middle".
3. "Louisiana".
4. "Weightless Again".
5. "Only a Fool".
6. "La Bague".
7. "...Interlude...".
8. "Ocean".
9. "Arglwydd Dyma Fi".
10. "If You're Lookin' for Love".
11. "The Good in Goodbye".
12. "Gypsy Song".
13. "All My Trials".

- 2006: Never Said Goodbye (Rough Trade).

1. "Streets of New York".
2. "A Bird in Hand".
3. "Oxygen".
4. "Open Roads".
5. "This Endless Rain".
6. "Blue Light Alarm".
7. "Morning Sunshine".
8. "Seed Song".
9. "What Kind of Man".
10. "Ruby".
11. "Elen".

- 2009: Don't look down (Rainbow City Records).

1. "Arlington Way".
2. "Into the Blue".
3. "Aeroplanes".
4. "Spider and the Fly".
5. "It's What's Left, That Makes It Right".
6. "Smash the Glass".
7. "Salutations".
8. "A Captain Needs a Ship".
9. "Evelyn".
10. "Oranges to Florida".
11. "Heron".
12. "Through a Glass".

### Sencillos
- 1999 "Baby, It's Cold Outside" (con Tom Jones).
- 2003 "Caught in the Middle".
- 2006 "Open Roads".